# Chardonnay

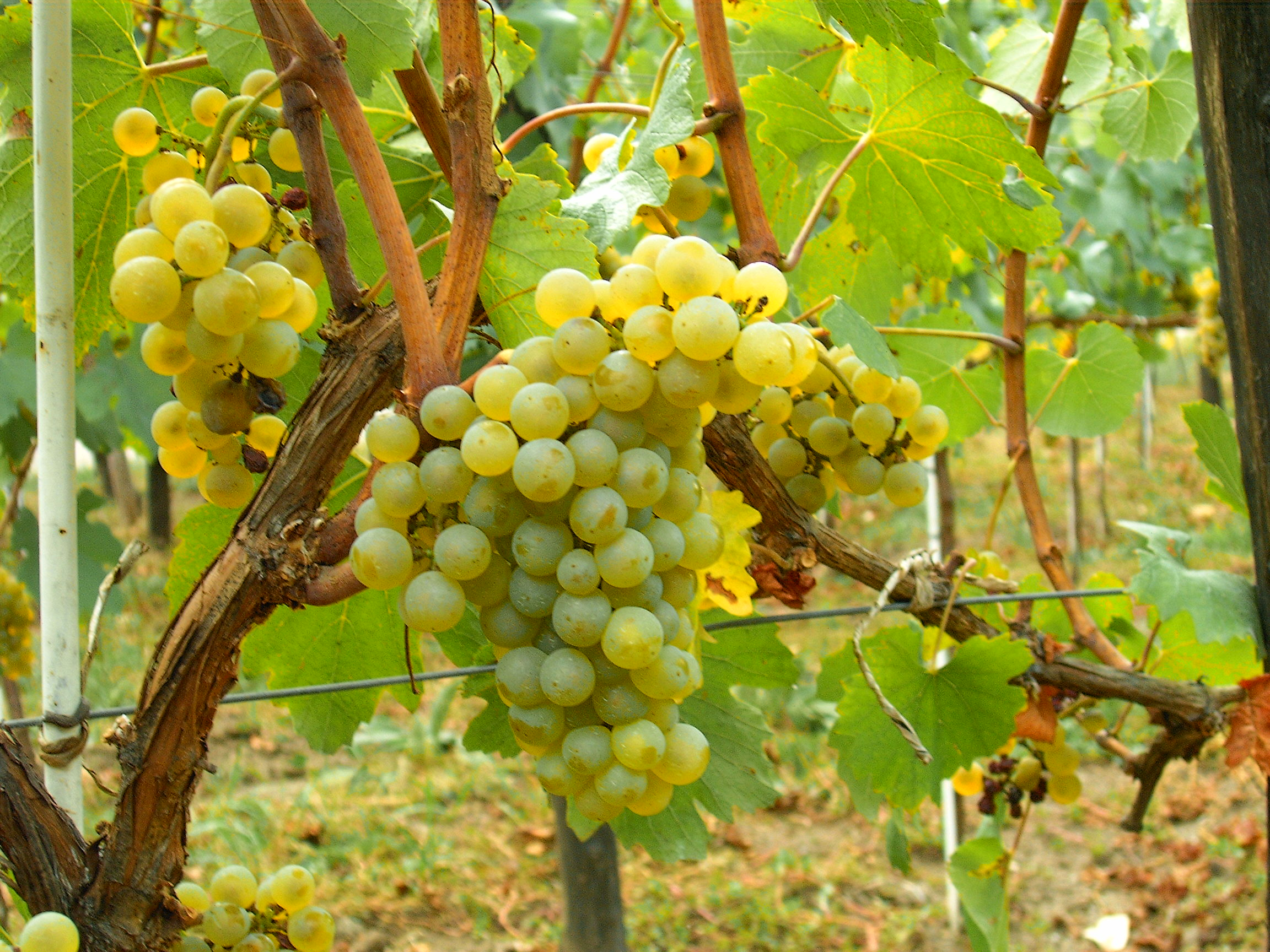
De 'Chardonnay' in Moldavië

Vitis 'Chardonnay' is een druivenras dat over de hele wereld wordt aangeplant. Het heeft een opmerkelijk aanpassingsvermogen voor wat klimaat en bodem betreft. De vrucht ervan wordt veel voor de vinificatie van witte wijn gebruikt.

## Eigenschappen
Het is een vroegrijpe druif die resistent is tegen kou, en tegen warmte kan. Behalve voor stille wijn wordt ze ook veel gebruikt voor mousserende wijn. 'Chardonnay' is verwant aan de bourgogne- en champagnedruif 'Pinot Blanc', maar heeft een heel andere smaak. In de Elzas wordt zij ook wel 'Weisser Klevner' genoemd of – een beetje verwarrend – 'Pinot Blanc Chardonnay'.
De wijn van deze druif is zeer geschikt voor rijping op hout en geeft algemeen een volle wijn met een stevig herkenbaar bouquet. Wijn met deze zogenaamde 'houtopvoeding' krijgt vanilletonen in haar smaak. Zuivere wijn van de chardonnay-druif wordt in veel landen als "chardonnay" verkocht terwijl er minder wordt gelet op de herkomst.
In koelere klimaatzones hebben de wijnen van deze druif een groeneappelsmaak. Na de tweede gisting van de wijn, de zogenaamde malolactische gisting wordt het meeste naar deze groene appelen ruikende appelzuur omgezet in het mildere melkzuur. In mildere klimaatzones krijgt de wijn een meloensmaak, en in de warme temperatuurzones tropische vruchten, zoals ananas en mango.
Chardonnay kan een hoog alcoholpercentage halen, waardoor zij naar het zoete kan neigen. Een goed gemaakte chardonnay heeft een lange afdronk. Deze wijn wordt geduid als 'vettig' en vooral bij zalm-gerechten aanbevolen.
Chardonnay heeft lange tijd een goede reputatie gehad. Met name in de wijnregio's van de Verenigde Staten, zoals in Californië waren de Chardonnay's populair. Eind jaren tachtig ontstond een hausse waarbij nieuwe wijnregio's massaal de druif gingen verbouwen. De mode veranderde echter en de zware smaak van chardonnay werd verdrongen door de Pinot Gris. Ook werd de rode wijn populairder. Chardonnay kreeg het imago van een massale globalistische wijn die lokale druivensoorten aan het verdringen was. Onder wijnkenners ontstond de term Anything But Chardonnay oftewel ABC waarmee men zich afzette tegen deze massaal gedronken wijn. De druivensoort zou later weer aan populariteit winnen.

## Frankrijk

### Bourgogne
De oudst bekende vermeldingen van deze druif komen uit Bourgogne. Volgens een ondertussen achterhaalde legende zouden kruisvaarders de plant meegebracht hebben uit het Oosten. De naam verwijst naar de plaats Chardonnay bij Mâcon. Chardonnaywijnen uit deze streek van Frankrijk zijn beroemd. Niet dat elke witte bourgogne van deze druif tot de beste gerekend kan worden, maar wel ligt hier de bakermat van de grote wijnen die de chardonnaydruif heeft voortgebracht. Bekende namen zijn: Chablis, Corton-Charlemagne, Le Montrachet, Bâtard-Montrachet, Chevalier-Montrachet, Meursault en Santenay.
Crémants uit deze regio worden ook veel van deze druif gemaakt.

### Champagne
Ook in de Champagnestreek wordt deze druif veel aangeplant. Vanwege de voorliefde voor kalkhoudende bodems doet ze het daar goed. Zo ook in Aisne, Aube en Côte Sézanne. Eveneens op de Montagne de Reims kan men de 'Chardonnay' vinden, vooral rond Trépail en Sillery.
Wanneer er uitsluitend chardonnay wordt gebruikt voor de productie van champagne, spreekt men van een 'blanc de blancs'.
De meeste huizen gebruiken alleen de eerste persing, de cuvée van de chardonnay. De tweede persing of taille van de pinot noir en pinot-meunier bevat minder zuren en meer van de in champagne niet gewenste tannine en wordt wel verkocht of geruild. Het product vindt zijn weg naar de minder goede champagnekelders en wordt gebruikt voor ratafia, marc de champagne of azijn.
De taille van de chardonnay is soms wél goed bruikbaar omdat deze rijker aan suikers is en minder zuur is dan de cuvée van deze druiven. Het huis Louis Roederer gebruikt bij de assemblage van champagne ook de taille van de chardonnay, andere huizen doen dat niet. Charles Heidsieck en De Venoge zijn gestopt met het gebruiken van de taille.

### Overige gebieden in Frankrijk
Vanwege de brede inzetbaarheid van de 'Chardonnay' is ze in veel meer regio's aangeplant.

## Andere landen
In landen en staten als Californië, Australië, Zuid-Afrika en Chili doet de druif het erg goed. In Italië wordt ze in vele regio's verbouwd, maar vooral in Sicilië. Ook in andere landen wordt zij verbouwd. Hetzij als druif voor 'zuivere chardonnays', hetzij om te mengen met andere druivensoorten.

## Synoniemen
Zoals veel druivenrassen kent ook de chardonnay veel synoniemen:
- 'Arboisier'
- 'Arnaison Blanc'
- 'Arnoison'
- 'Aubain'
- 'Aubaine'
- 'Auvergnat Blanc'
- 'Auvernas'
- 'Auvernas Blanc'
- 'Auvernat Blanc'
- 'Auxeras'
- 'Auxerras Blanc'
- 'Auxerrois Blanc'
- 'Auxois'
- 'Auxois Blanc'
- 'Bargeois Blanc'
- 'Beaunois'
- 'Biela Klevanjika'
- 'Blanc De Champagne'
- 'Blanc De Cramant'
- 'Breisgauer Suessling'
- 'Breisgauer Sussling'
- 'Burgundi Feher'
- 'Chablis'
- 'Chardenai'
- 'Chardenay'
- 'Chardenet'
- 'Chardennet'
- 'Chardonay'
- 'Chardonnet'
- 'Chatenait'
- 'Chatey Petit'
- 'Chatte'
- 'Chaudenay'
- 'Chaudenet'
- 'Chaudent'
- 'Clävner'
- 'Clevner Weiss'
- 'Cravner'
- 'Epinette'
- 'Epinette Blanc'
- 'Epinette Blanche'
- 'Epinette De Champagne'
- 'Ericey Blanc'
- 'Feher Chardonnay'
- 'Feherburgundi'
- 'Feinburgunder'
- 'Gamay Blanc'
- 'Gelber Weissburgunder'
- 'Gentil Blanc'
- 'Grosse Bourgogne'
- 'Klawner'
- 'Klevanjka Biela'
- 'Klevner'
- 'Lisant'
- 'Luisant'
- 'Luizannais'
- 'Luizant'
- 'Luzannois'
- 'Maconnais'
- 'Maurillon Blanc'
- 'Melon Blanc'
- 'Melon D'Arbois'
- 'Meroué'
- 'Moreau Blanc'
- 'Morillon Blanc'
- 'Moulon'
- 'Noirien Blanc'
- 'Obaideh'
- 'Petit Chatey'
- 'Petit Sainte-Marie'
- 'Petite Sainte Marie'
- 'Pineau Blanc'
- 'Pino Sardone'
- 'Pino Shardone'
- 'Pinot Blanc À Cramant'
- 'Pinot Blanc Chardonnay'
- 'Pinot Chardonnay'
- 'Pinot De Bourgogne'
- 'Pinot Giallo'
- 'Pinot Planc'
- 'Plant De Tonnerre'
- 'Romere'
- 'Romeret'
- 'Rouci Bile'
- 'Rousseau'
- 'Roussot'
- 'Ruländer Weiß'
- 'Sainte Marie Petite'
- 'Sardone'
- 'Shardone'
- 'Shardonne'
- 'Später Weiß Burgunder'
- 'Weiß Burgunder'
- 'Weiß Clevner'
- 'Weiß Edler'
- 'Weiß Elder'
- 'Weiß Klewner'
- 'Weiß Silber'
- 'Weißedler'
- 'Weißer Clevner'
- 'Weißer Rulander'

champagne · 
Dom Pérignon · 
champagnehuis · 
méthode traditionnelle · 
roséchampagne · 
rosé de saignée ·  
pinot noir · 
pinot meunier · 
chardonnay · 
voltis · 
échelle des crus · 
grand cru · 
premier cru · 
tête de cuvée · 
taille · 
Montagne de Reims · 
Côte des Blancs · 
coteaux champenois · 
alcoholische gisting · 
malolactische fermentatie · 
assemblage · 
réserve · 
liqueur de tirage · 
sur lattes · 
prise de mousse · 
mousse · 
à point · 
remuage · 
dégorgement · 
liqueur d'expédition · 
millésime · 
monocépage · 
clos · 
blanc de blancs · 
blanc de noirs · 
brut sans année · 
kometenwijn · 
cuvée de prestige · 
dosage · 
muselet · 
brut · 
formaat van champagneflessen · 
afkortingen op etiketten